# Republika Florencka
Republika Florencka (wł. Repubblica di Firenze, Repubblica fiorentina) – historyczne państwo istniejące w latach 1115–1532. Położone było w Północnych Włoszech i obejmowało swoim obszarem przeważającą część Toskanii. Największym miastem i stolicą kraju była Florencja. Państwo ukształtowało swoją formę rządów jako osobliwy typ plutokratycznej republiki miejskiej o silnych wpływach oligarchii patrycjatu kupieckiego, zw. signoria. Republiką rządziła rada miejska stolicy, która mianowała na dwuletnią kadencję sędziego (wł. Gonfaloniere), wybieranego przez starszych cechów i gildii kupieckich. 1 maja 1532 papież Klemens VII w miejsce republiki ustanowił księstwo, instalując na jego władcę Aleksandra Medyceusza.
W XII i XIII w. potęga gospodarcza i polityczna miasta stale rosła, w tym czasie kupieckie rody republiki zdołały również uzyskać papieskie monopole bankowe i stały się poborcami podatkowymi dla papiestwa w całej Europie. Na krótko przed połową XIV w. Florencja stała się jednym z największych miast kontynentu.

## Historia
Florencja została założona w 59 p.n.e. przez Juliusza Cezara. Od 846 miasto należało do Marchii Toskanii. Wraz z bezpotomną śmiercią Matyldy wygasła dynastia z Canossy (1115). O schedę po zmarłej upomnieli: Gwidon Gaudi (zm. 1124), powołujący się na dokument z 1099, oraz wikariusz Rzeszy, Rabod (zm. 1119), który w 1116 ogłosił się markizem w ramach przysługujących mu praw zarządu ziemiami cesarstwa. W wyniku opróżnienia władztwa faktyczny zarząd w Toskanii przejęły poszczególne rady miejskie. Nie jest znana dokładna data ustanowienia republiki miejskiej Florencji, jednak zbrojna walka pomiędzy pretendentami spowodowała, że tymczasowy magistrat poszerzał swoje kompetencje. Z czasem uniezależnił się od dominujących w regionie rad miejskich dawnych stolic: Lukki i Mantui. Proces ten zakończył się najpóźniej wraz ze śmiercią Raboda i wycofania się cesarza Henryka IV ze spraw włoskich (ok. 1120–1125).